# 하춘동
하춘동(1977년 4월 19일~)은 삼성 라이온즈에서 뛰었던 전 야구선수다. 등번호는 67번이다.

## 기록
- 1996년: 13경기 37타수 9안타 타율 0.243
- 1997년: 30경기 32타수 4안타 타율 0.125
- 1998년: 2경기 1타수 무안타
- 2002년: 15경기 10타수 2안타 타율 0.200

## 출신 학교
- 본리초등학교
- 경운중학교
- 경북고등학교

## 같이 보기
- 2002년 삼성 라이온즈 시즌